# Aleksis Jeorgulis
Aleksis Jeorgulis, gr. Αλέξης Γεωργούλης (ur. 6 października 1974 w Larisie) – grecki aktor filmowy i telewizyjny oraz polityk, poseł do Parlamentu Europejskiego IX kadencji.

## Życiorys
Urodził się jako trzecie z czworga dzieci właściciela punktu sprzedaży losów na loterię i nauczycielki pracującej w przedszkolu. Ma dwóch starszych braci i młodszą siostrę. W latach 1988–1993 uczęszczał na lekcje gry na gitarze. W 1993 podjął studia z zakresu inżynierii lądowej na Politechnice Narodowej w Atenach. Od 1996 uczył się aktorstwa; z wyróżnieniem ukończył szkołę aktorską „Jasmos” założoną przez aktora Wasilisa Diamandopulosa.
Występował z grupą taneczną Eresis w przedstawieniach teatralnych. W 1997 po raz pierwszy pojawił się w serialu telewizyjnym, występując w produkcji kanału ET opartej na Alicji w Krainie Czarów. Wkrótce zagrał też w filmie krótkometrażowym. W 1999 zadebiutował w filmie kinowym pt. Propatoriko amartima. Zagrał następnie główną rolę w czarnej komedii I fuska. Popularność w kraju przyniosła mu rola Sotirisa Bezendakosa w greckim serialu komediowym Ise to Teri mu, którą odgrywał w latach 2001–2002. W późniejszych latach zyskał rozpoznawalność również poza Grecją. W 2009 wystąpił w komedii romantycznej Moja wielka grecka wycieczka z Richardem Dreyfussem, gdzie zagrał Poupiego zakochanego w Georgii (Nia Vardalos). W 2016 otrzymał jedną z głównych ról w brytyjskim serialu Durrellowie. Zagrał w nim Spirosa Hakaiopoulosa, taksówkarza i bliskiego przyjaciela rodziny, który pomógł jej osiedlić się podczas ich tymczasowego życia na wyspie w latach 30. XX wieku. W postać tę wcielał się regularnie przez cztery sezony produkcji do 2019. Był też jednym z jurorów greckiej edycji programu rozrywkowego Your Face Sounds Familiar.
Również w 2019 wystartował z listy Syrizy w wyborach europejskich, uzyskując w nich mandat posła do PE IX kadencji. W 2023 odszedł z tego ugrupowania, gdy pojawiły się wobec niego zarzuty molestowania seksualnego.

## Filmografia

### Filmy
- 1999: Propatoriko Amartima jako przyjaciel Eleni
- 2002: I fuska jako Makis
- 2002: Awrio ta'ne Arja jako Andonis
- 2002: Jestem zmęczony zabijaniem twoich kochanków (Kurastika na Skotono tus Ajapitikus su) jako Wasilis
- 2003: Oksijono jako Stelios
- 2005: Liumbi jako Dimitris
- 2009: Moja wielka grecka wycieczka (My Life in Ruins) jako Poupi
- 2012: A Green Story jako George

### Seriale TV
- 2001: Ise to Teri mu jako Sotiris Bezendakos
- 2003: Oniro Itan jako Michalis Koroneos
- 2004: Erastis Ditikon Proastion jako Spiros Fundas
- 2006: I istories tu astinomu Beka jako Dimitris Papazoglu
- 2007: Enas Minas kie Kati jako Andreas Marangos
- 2007: I istories tu astinomu Beka jako Jerasimos Petridis
- 2014: Eftichias 22 jako Charis
- 2016: Durrellowie (The Durrells) jako Spiros Halikiopoulos